# Zakariya Abdullah
Zakariya Abdullah, conosciuto come il Santo (Gadames, 1480 – ...), è stato un architetto arabo, attivo nella regione sahariana.

## Biografia

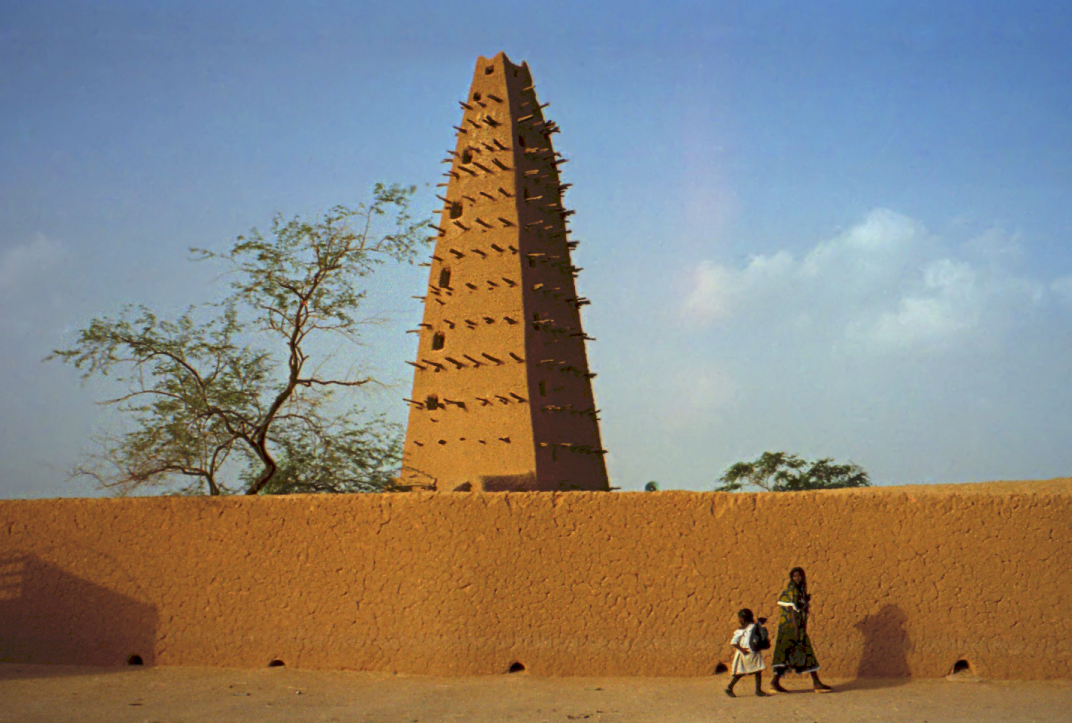
Minareto della moschea di Agadez

Nativo forse di Gadames o da un'oasi del deserto algerino, fu al seguito dell'imperatore Songhai Askia Mohammad I. Giunto intorno al 1520 ad Agadez, caduta da pochi anni sotto il controllo Songhai, progettò e ricostruì la moschea cittadina, dotandolo anche di un alto minareto di ventisette metri. Si narra che dopo alcuni tentativi falliti, Zakarya decise di impiegare solo uomini liberi e che la costruzione non pesasse sulla popolazione più povera. La costruzione fu impostata sullo stile architettonico del Mzab e divenne punto di riferimento per l'intera area del bacino del Niger, influenzando le successive moschee di Timbuctù e la tomba di Askia a Gao.
Zakarya rimase a vivere celibe ad Agadez, ove fu oggetto di venerazione da parte della cittadinanza anche secoli dopo la sua morte ed i suoi servitori e loro discendenti godettero di vari privilegi.